# Гурно (гмина)
Гурно (пол. Górno) — сельская гмина (волость) в Польше, входит как административная единица в Келецкий повет, Свентокшиское воеводство. Население — 12 943 человека (на 2006 год).

## Демография
| Перепись                       | Всего   | Всего | Женщины | Женщины | Мужчины | Мужчины |
| ------------------------------ | ------- | ----- | ------- | ------- | ------- | ------- |
| Единицы                        | человек | %     | человек | %       | человек | %       |
| Население                      | 12 793  | 100   | 6419    | 50,2    | 6374    | 49,8    |
| Плотность населения (чел./км²) | 153,7   | 153,7 | 77,1    | 77,1    | 76,6    | 76,6    |

## Сельские округа
1. Бенчкув
2. Цедзына
3. Гурно
4. Гурно-Парцеле
5. Крайно-Друге
6. Крайно-Первше
7. Крайно-Парцеле
8. Крайно-Загуже
9. Лещыны
10. Подмонхоцице
11. Радлин
12. Скожешице
13. Воля-Яхова

## Соседние гмины
1. Гмина Белины
2. Гмина Бодзентын
3. Гмина Далешице
4. Кельце
5. Гмина Маслув